# Saison 2015 de l'équipe cycliste Wallonie-Bruxelles

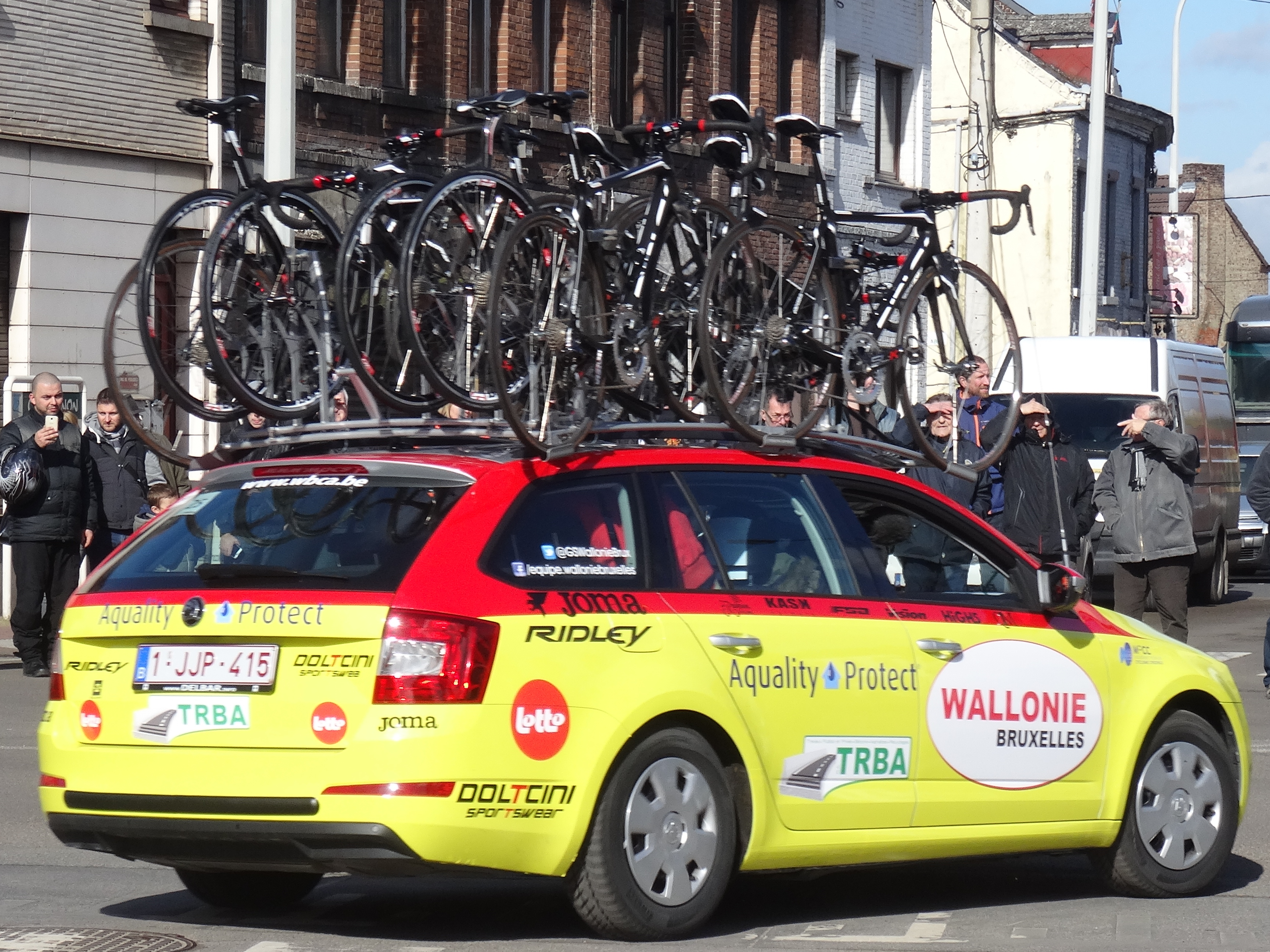
Une voiture de l'équipe lors du départ du Samyn 2015 à Quaregnon.

La saison 2015 de l'équipe cycliste Wallonie-Bruxelles est la cinquième de cette équipe.

## Préparation de la saison 2015

### Arrivées et départs
| Arrivées         | Équipe 2014         |
| ---------------- | ------------------- |
| Ludwig De Winter | Color Code-Biowanze |
| Grégory Habeaux  | Wanty-Groupe Gobert |
| Kevyn Ista       | IAM                 |
| Gaëtan Pons      | Color Code-Biowanze |
| Antoine Warnier  | Color Code-Biowanze |
| Thomas Wertz     | Color Code-Biowanze |

| Départs            | Équipe 2015                          |
| ------------------ | ------------------------------------ |
| Frédéric Amorison  | Directeur sportif Wallonie-Bruxelles |
| Quentin Bertholet  | Retraite                             |
| Boris Dron         | Wanty-Groupe Gobert                  |
| Florent Mottet     | Retraite                             |
| Christophe Prémont | Verandas Willems                     |
| Robin Stenuit      | Veranclassic-Ekoï                    |

## Coureurs et encadrement technique

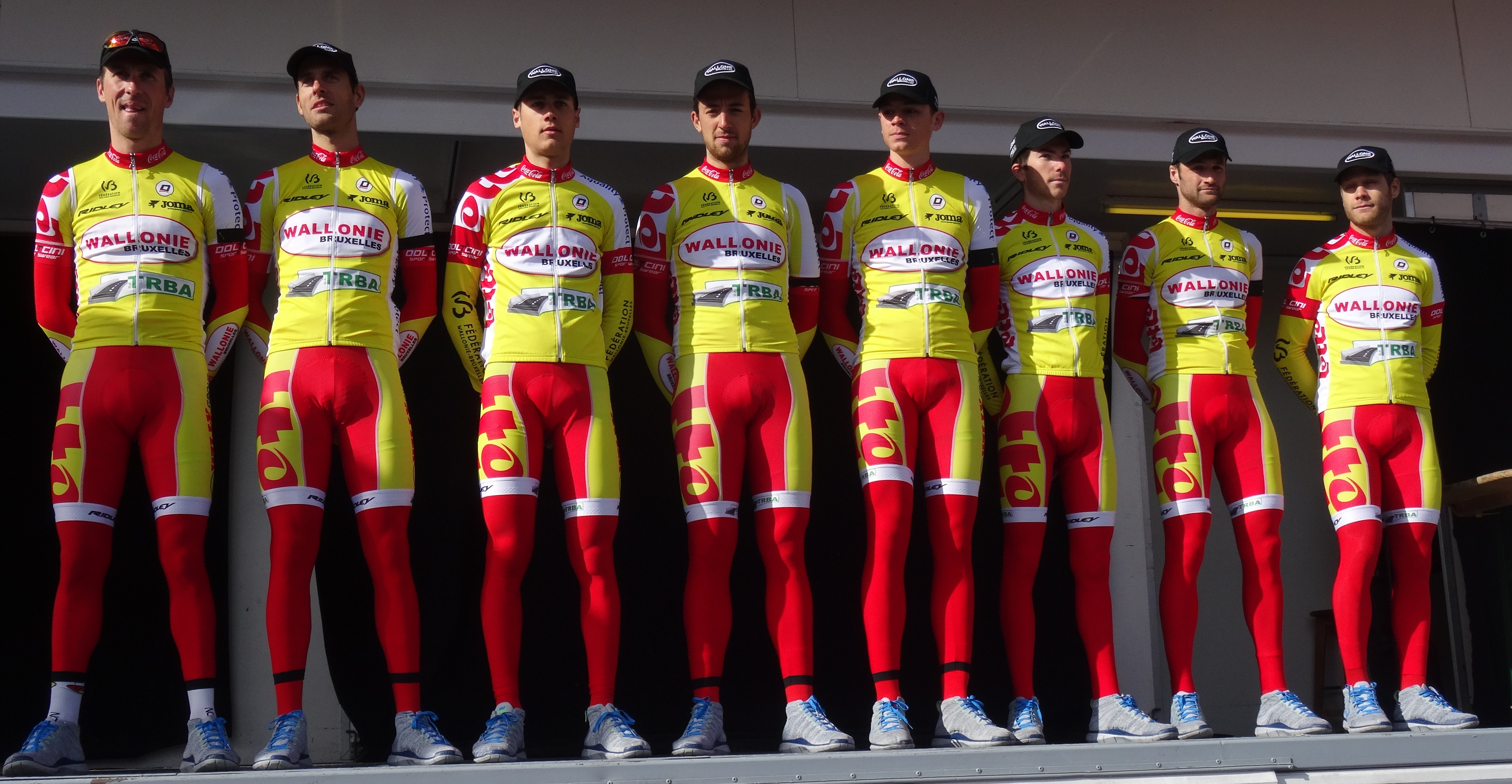
L'équipe lors du départ du Samyn 2015 à Quaregnon.

### Effectif

Portraits
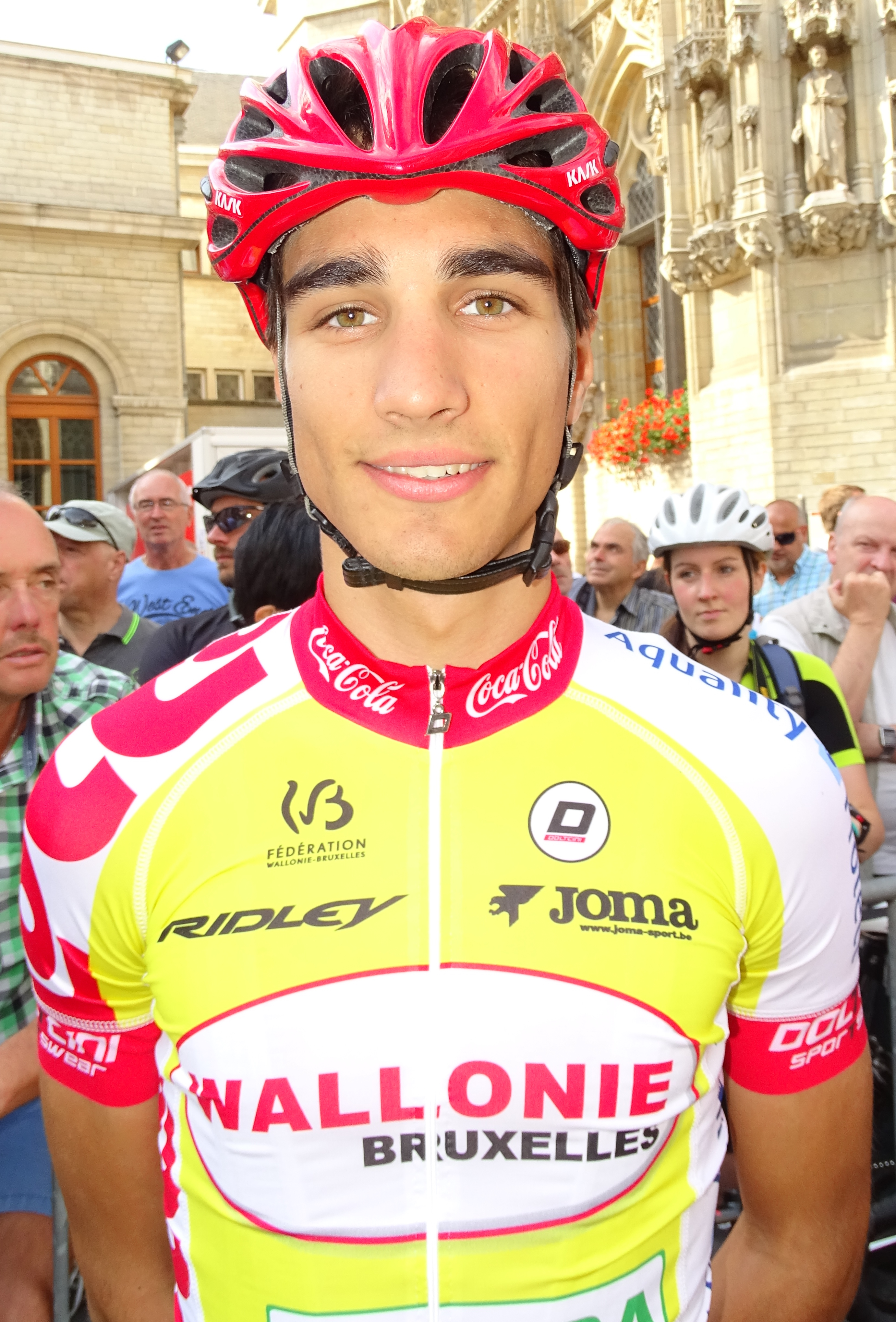
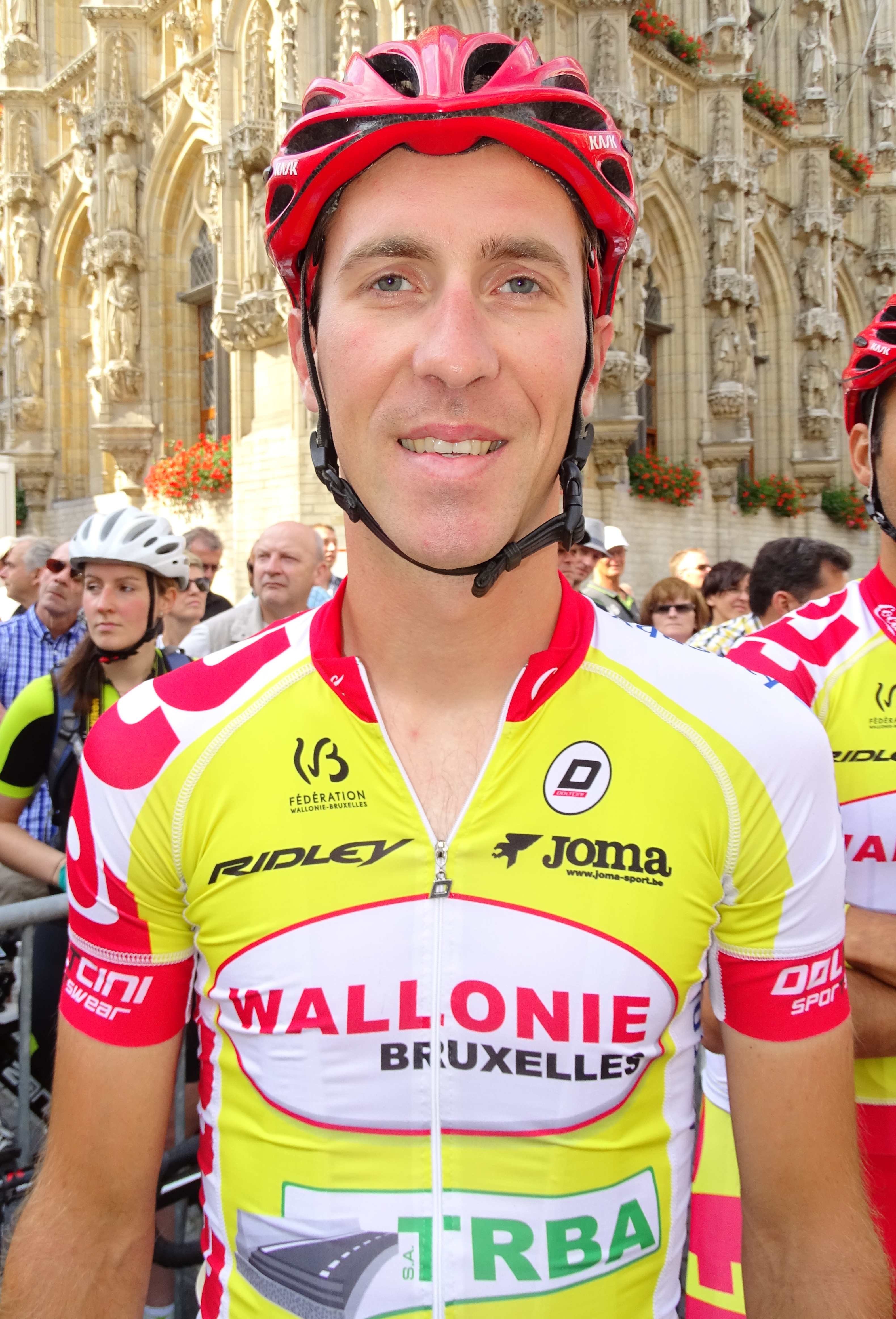
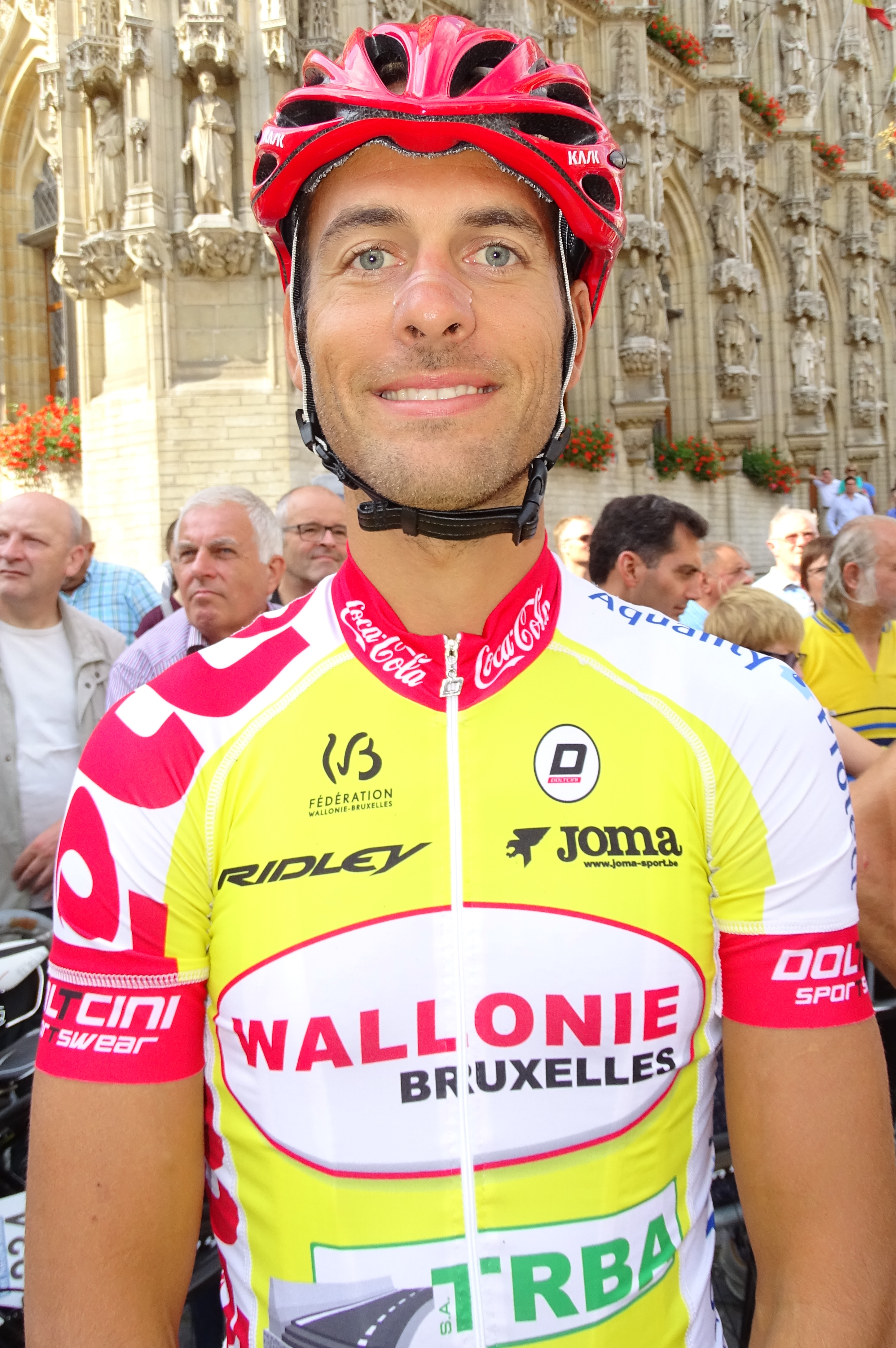
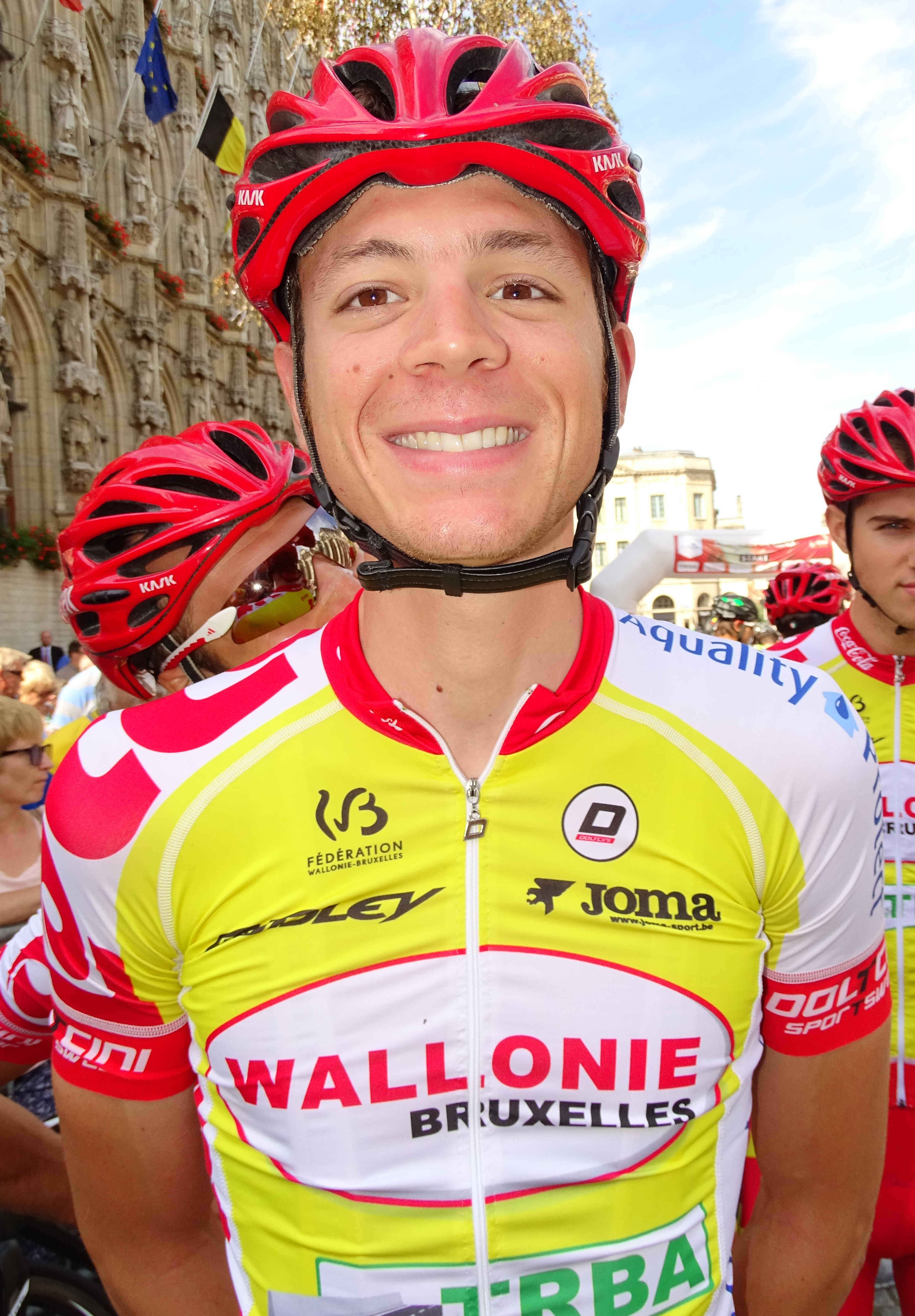
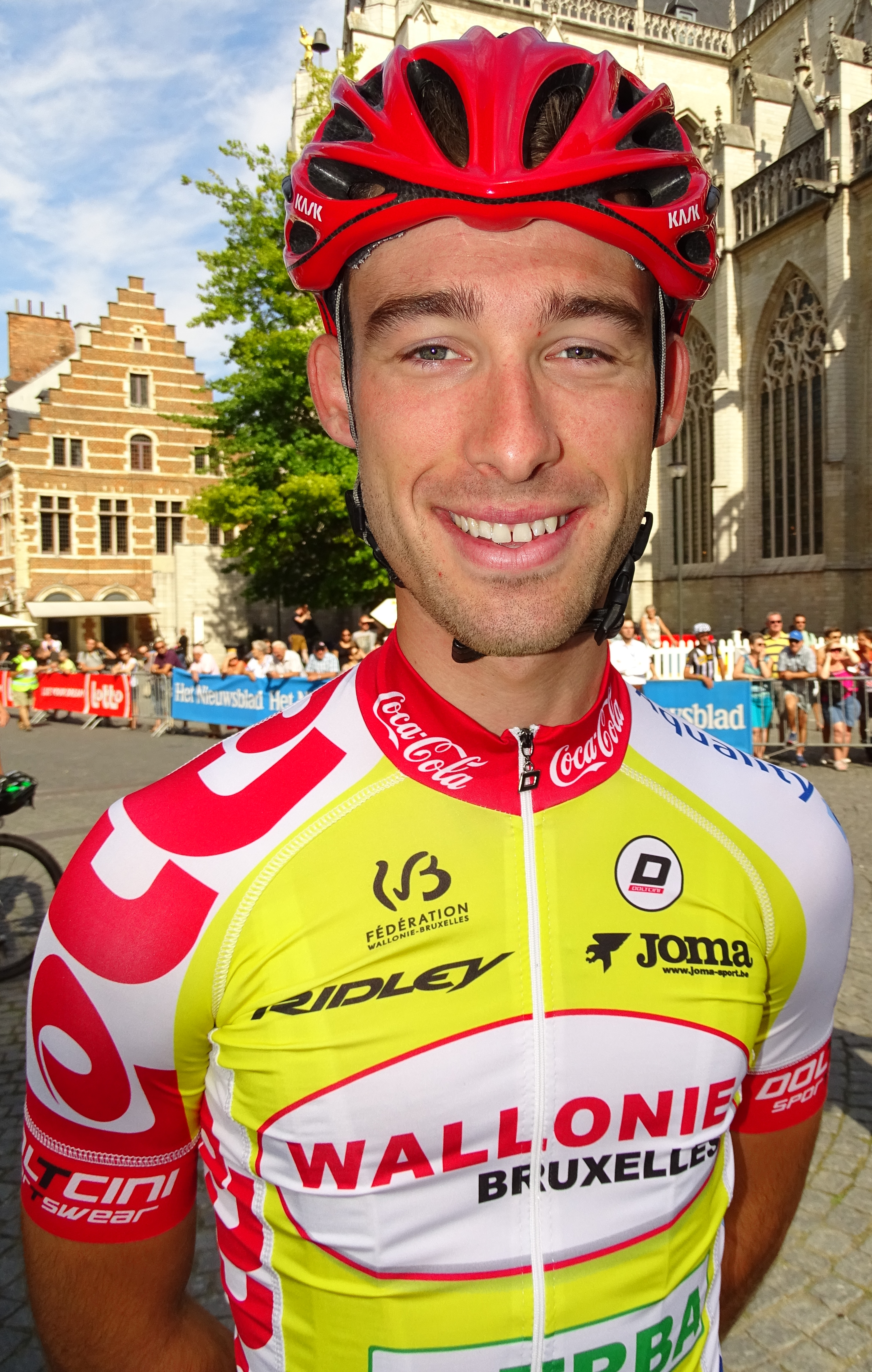
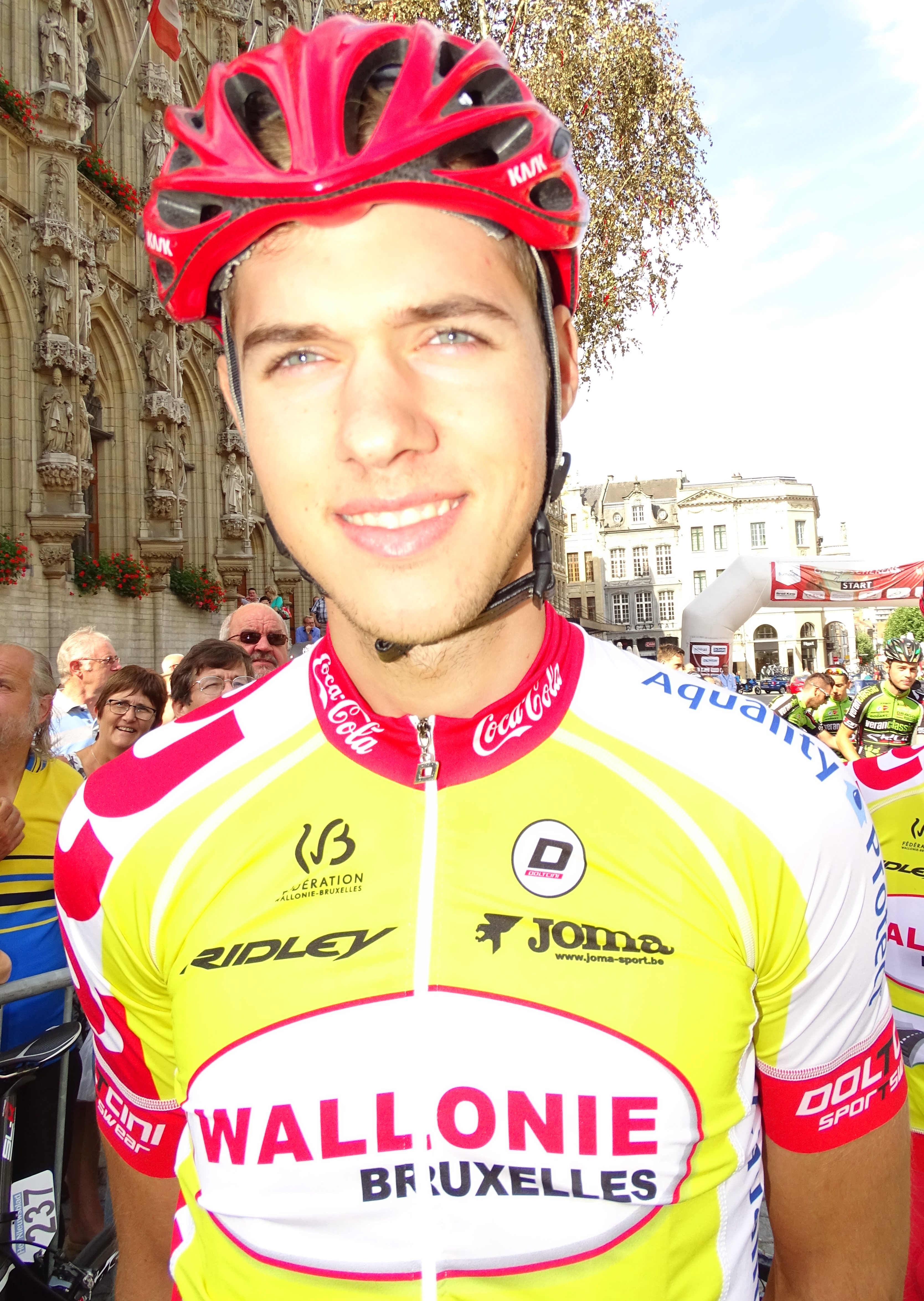
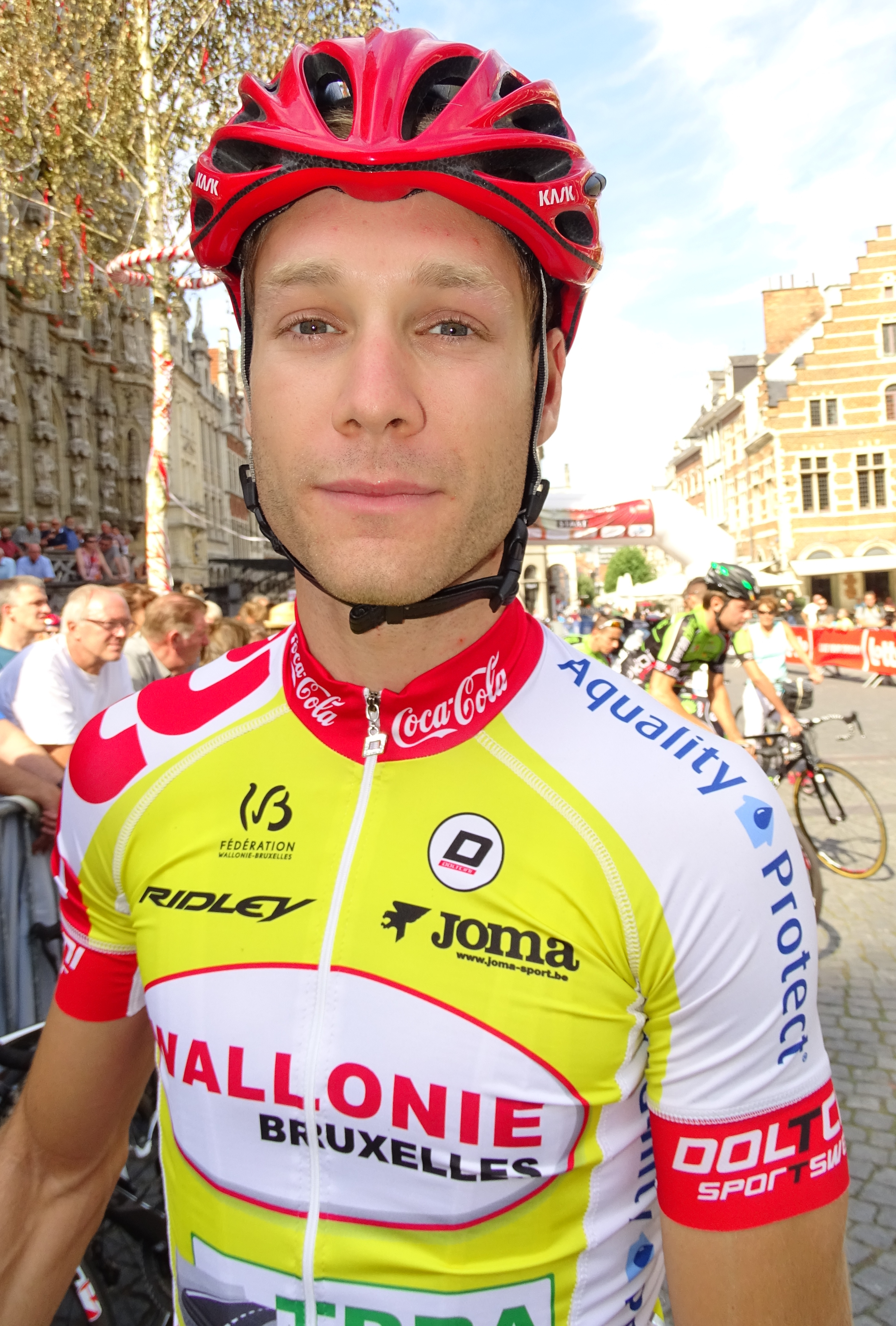
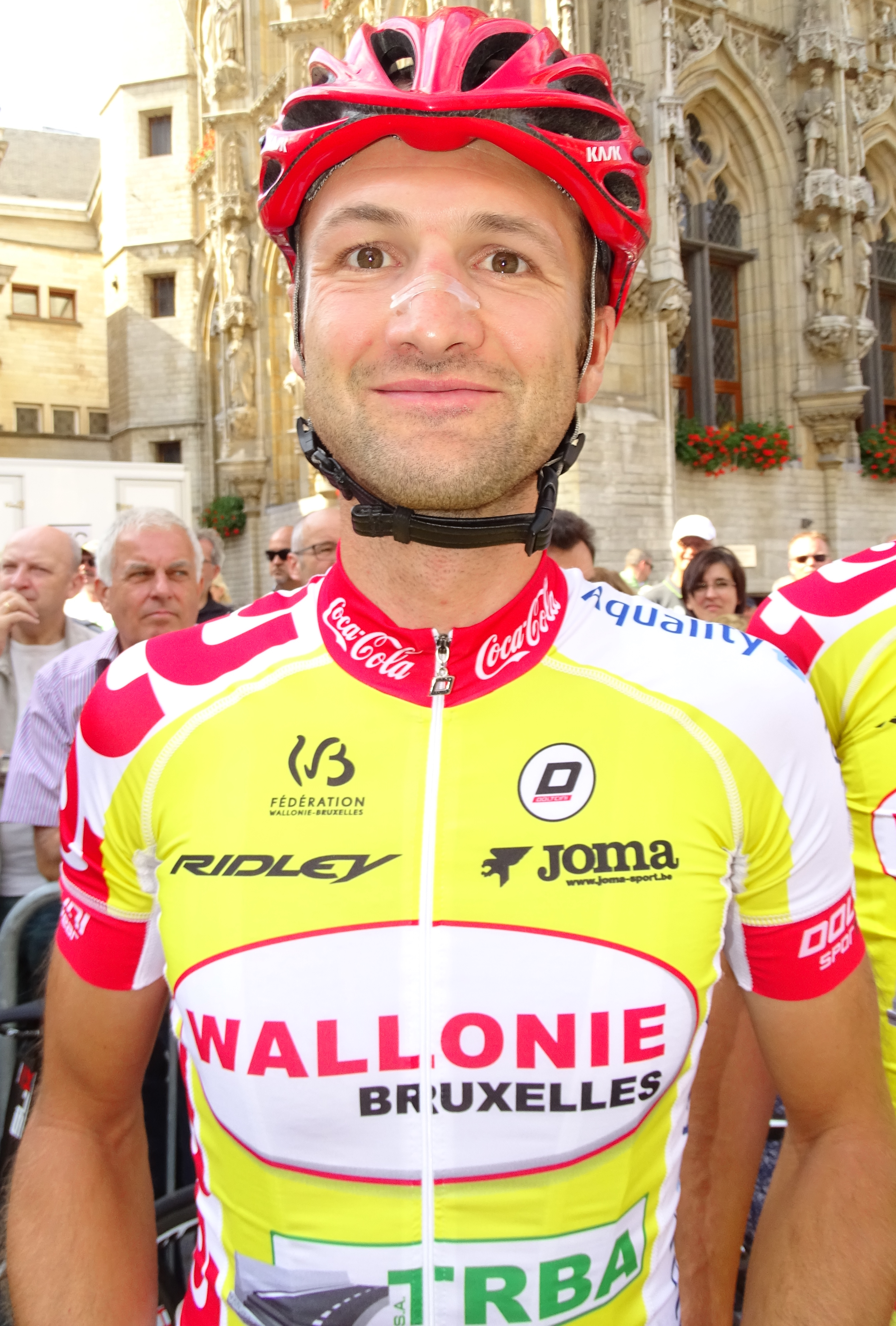

| Cycliste           | Date de naissance | Nationalité | Équipe 2014         |  |
| ------------------ | ----------------- | ----------- | ------------------- |  |
| Maxime Anciaux     | 28 décembre 1990  | Belgique    | Wallonie-Bruxelles  |  |
| Olivier Chevalier  | 27 février 1990   | Belgique    | Wallonie-Bruxelles  |  |
| Ludwig De Winter   | 31 décembre 1992  | Belgique    | Color Code-Biowanze |  |
| Sébastien Delfosse | 29 novembre 1982  | Belgique    | Wallonie-Bruxelles  |  |
| Antoine Demoitié   | 16 octobre 1990   | Belgique    | Wallonie-Bruxelles  |  |
| Tom Dernies        | 22 novembre 1990  | Belgique    | Wallonie-Bruxelles  |  |
| Jonathan Dufrasne  | 2 août 1987       | Belgique    | Wallonie-Bruxelles  |  |
| Laurent Évrard     | 22 septembre 1990 | Belgique    | Wallonie-Bruxelles  |  |
| Grégory Habeaux    | 20 octobre 1982   | Belgique    | Wanty-Groupe Gobert |  |
| Kevyn Ista         | 22 novembre 1984  | Belgique    | IAM                 |  |
| Loïc Pestiaux      | 13 novembre 1991  | Belgique    | Wallonie-Bruxelles  |  |
| Gaëtan Pons        | 1er janvier 1992  | Belgique    | Color Code-Biowanze |  |
| Julien Stassen     | 20 octobre 1988   | Belgique    | Wallonie-Bruxelles  |  |
| Antoine Warnier    | 24 juin 1993      | Belgique    | Color Code-Biowanze |  |
| Thomas Wertz       | 6 novembre 1992   | Belgique    | Color Code-Biowanze |  |

- Portraits

## Bilan de la saison

### Victoires
| Date       | Course                                          | Pays   | Classe | Vainqueur          |
| ---------- | ----------------------------------------------- | ------ | ------ | ------------------ |
| 12/04/2015 | 3eb étape du Circuit des Ardennes international | France | 2.2    | Antoine Demoitié   |
| 01/05/2015 | Classement général du Tour de Bretagne          | France | 2.2    | Sébastien Delfosse |

Podium
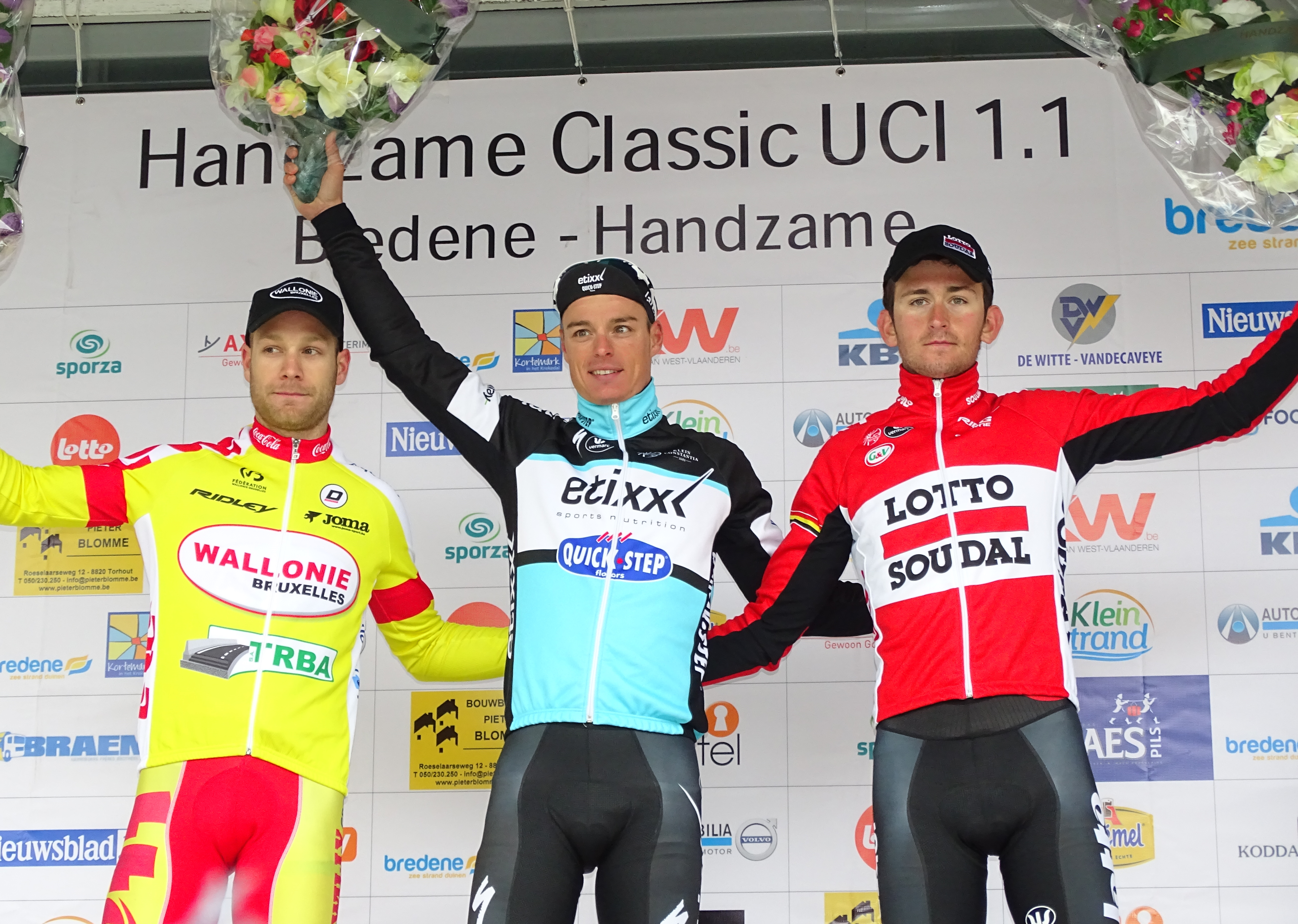
Podium de l'édition 2015 de la Handzame Classic : Antoine Demoitié (2e), Gianni Meersman (1er) et Tiesj Benoot (3e).
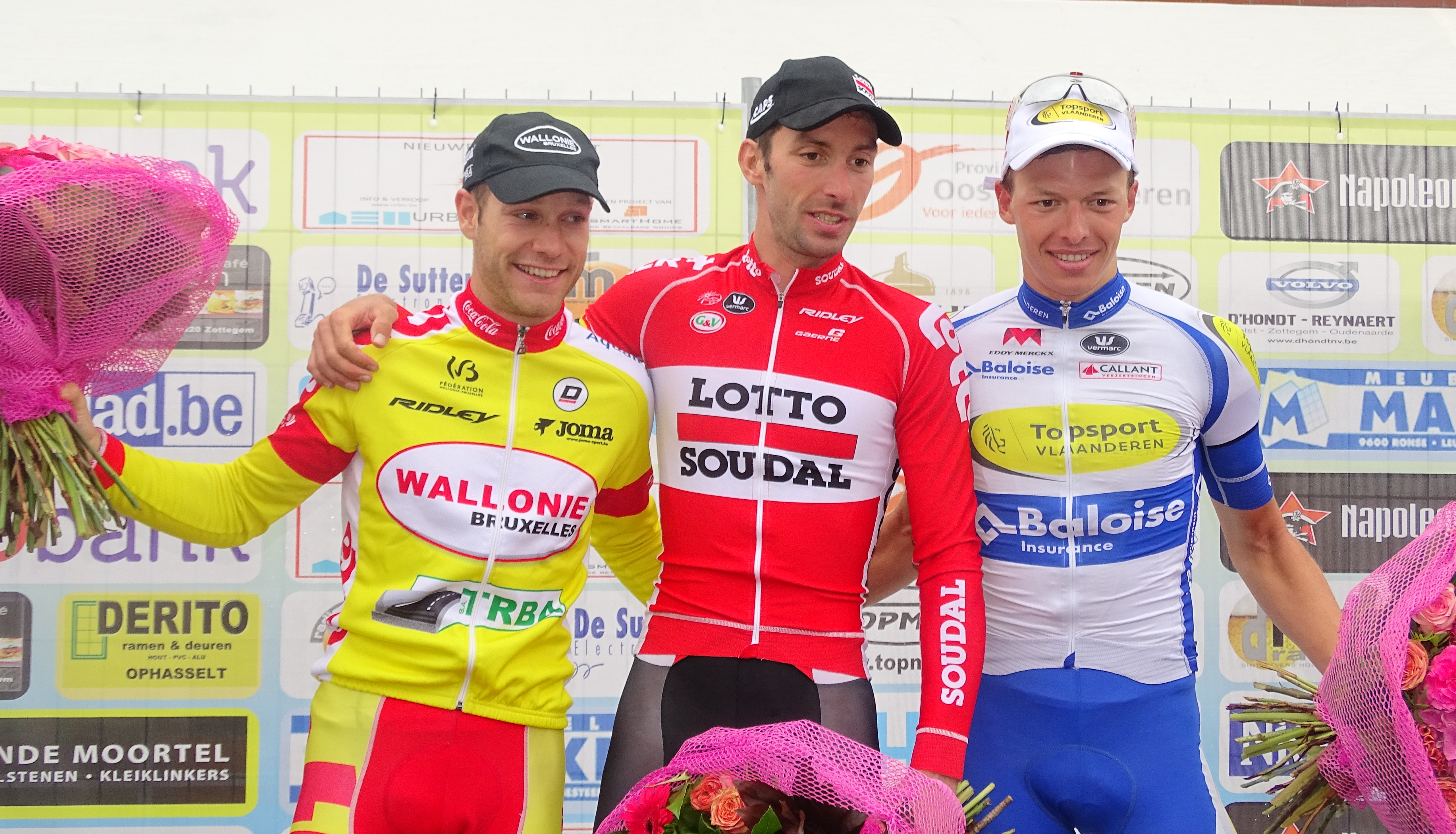
Podium de l'édition 2015 du Grand Prix de la ville de Zottegem : Antoine Demoitié (2e), Kenny Dehaes (1er) et Oliver Naesen (3e).

### Classement UCI

#### UCI Europe Tour
| Rang | Coureur | Points |
| ---- | ------- | ------ |